# Puchar Świata w Kolarstwie Szosowym 2004
Puchar Świata w kolarstwie szosowym w sezonie 2004 to szesnasta i ostatnia edycja tej imprezy. Od 2005 roku PŚ został zastąpiony cyklem UCI ProTour. Organizowany przez UCI, obejmował dziesięć wyścigów, z których wszystkie odbyły się w Europie. Pierwszy wyścig – Mediolan-San Remo – odbył się 20 marca, a ostatni – Giro di Lombardia – 16 października.
Trofeum sprzed roku obronił Włoch Paolo Bettini, zwyciężając po raz trzeci z rzędu. Najlepszym teamem okazał się niemiecki T-Mobile-Team.

## Kalendarz
| Data  | Wyścig                   | Zwycięzca           | Drugi           | Trzeci              |
| ----- | ------------------------ | ------------------- | --------------- | ------------------- |
| 20.03 | Mediolan-San Remo        | Óscar Freire        | Erik Zabel      | Stuart O’Grady      |
| 04.04 | Ronde van Vlaanderen     | Steffen Wesemann    | Leif Hoste      | Dave Bruylandts     |
| 11.04 | Paryż-Roubaix            | Magnus Bäckstedt    | Tristan Hoffman | Roger Hammond       |
| 18.04 | Liège-Bastogne-Liège     | Davide Rebellin     | Michael Boogerd | Paolo Bettini       |
| 25.04 | Amstel Gold Race         | Davide Rebellin     | Michael Boogerd | Aleksandr Winokurow |
| 01.08 | HEW-Cyclassics           | Stuart O’Grady      | Paolo Bettini   | Igor Astarloa       |
| 07.08 | Clásica de San Sebastián | Miguel Perdiguero   | Paolo Bettini   | Davide Rebellin     |
| 22.08 | Mistrzostwa Zurychu      | Juan Antonio Flecha | Paolo Bettini   | Jérôme Pineau       |
| 10.10 | Paryż-Tours              | Erik Dekker         | Danilo Hondo    | Óscar Freire        |
| 16.10 | Giro di Lombardia        | Damiano Cunego      | Michael Boogerd | Ivan Basso          |

## Klasyfikacja indywidualna
| Lp. | Zawodnik            | Team                 | Punkty |
| --- | ------------------- | -------------------- | ------ |
| 1.  | Paolo Bettini       | Quick Step-Davitamon | 340    |
| 2.  | Davide Rebellin     | Gerolsteiner         | 327    |
| 3.  | Óscar Freire        | Rabobank             | 252    |
| 4.  | Erik Dekker         | Rabobank             | 251    |
| 5.  | Juan Antonio Flecha | Fassa Bortolo        | 140    |
| 6.  | Steffen Wesemann    | T-Mobile Team        | 131    |
| 7.  | Peter Van Petegem   | Lotto-Domo           | 105    |
| 8.  | Igor Astarloa       | Lampre               | 96     |
| 9.  | Mirko Celestino     | Saeco                | 72     |
| 10. | Léon van Bon        | Lotto-Domo           | 68     |

## Klasyfikacja drużynowa
| Lp. | Team              | Punkty |
| --- | ----------------- | ------ |
| 1.  | T-Mobile-Team     | 69     |
| 2.  | Rabobank          | 68     |
| 3.  | Fassa Bortolo     | 47     |
| 4.  | Team Gerolsteiner | 47     |
| 5.  | Lotto-Domo        | 45     |